# Ardzjanotsbergen
Ardzjanotsbergen (armeniska: Արջանոցի լեռներ: Ardzjanots lerner) är en bergskedja i Armenien. Den ligger i den centrala delen av landet, 60 kilometer nordost om huvudstaden Jerevan.
Trakten runt Ardzjanotsbergen består till största delen av jordbruksmark. Runt Ardzjanotsbergen är det ganska tätbefolkat, med 72 invånare per kvadratkilometer.